# 反転層

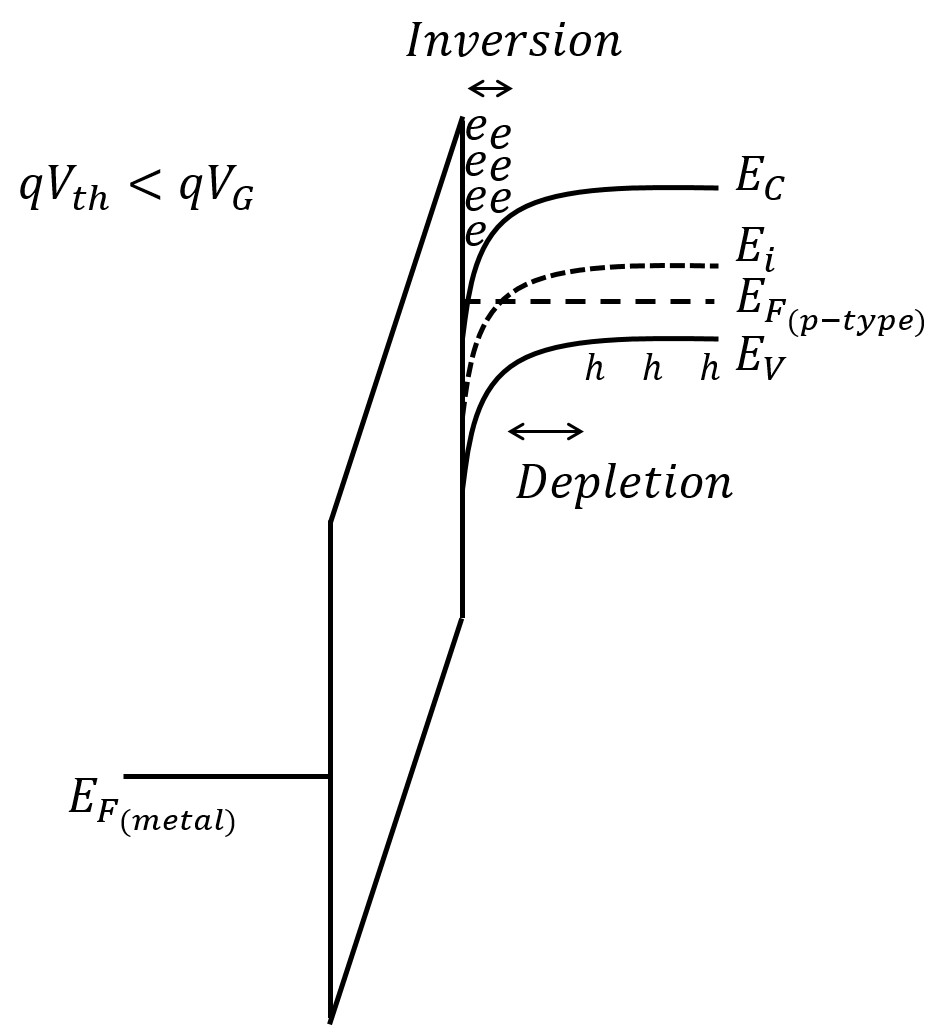
p型半導体を用いたMOSキャパシタの反転。p型半導体の価電子帯が曲がり、そのエネルギーE_{C}がフェルミ準位E_{F}より低くなった部分が反転層（Inversion layer）。

半導体における反転層（Inversion layer）とは、不純物半導体の表面に少数キャリアが集まってできた層のこと。n型半導体の場合は正孔の層、p型半導体の場合は電子の層が形成される。MOSキャパシタやMOSFETの酸化物/半導体界面などで見られる。
反転層を形成している電子は二次元電子ガスであり、量子ホール効果等が観測されている。